# Wójtostwo (Sanok)
Wójtostwo – dzielnica miasta Sanoka.

## Historia

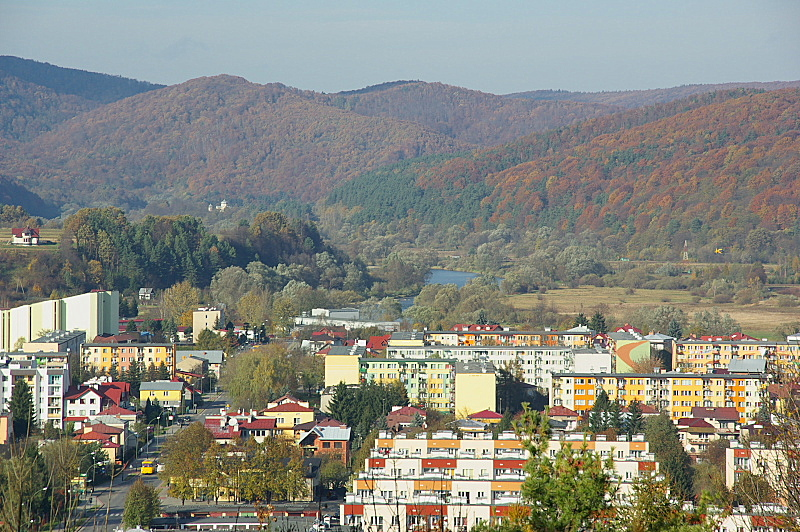
Widok na Wójtostwo z Góry Parkowej. Z lewej główna arteria dzielnicy - ulicę Jana Pawła II. W tle rzeka San i Góry Słonne (2010)

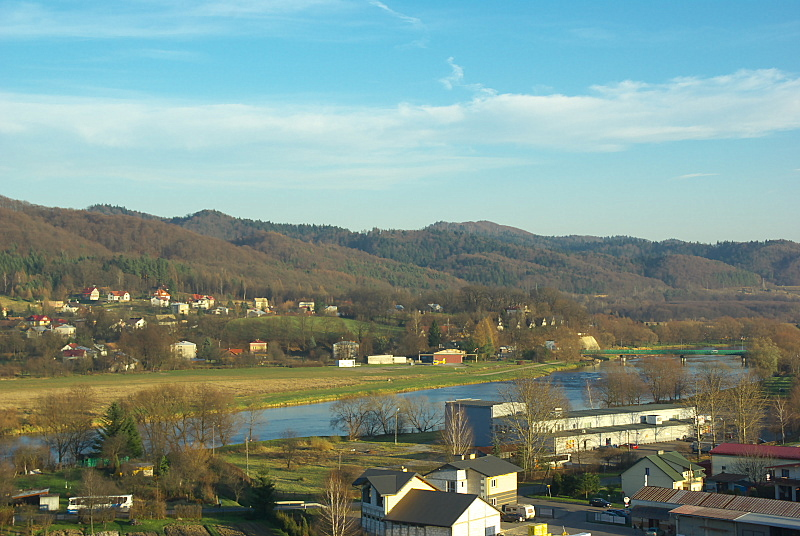
Północna część Wójtostwa. W tle obecny most na Sanie łączący z Białą Górą (2010)

W przeszłości w myśl przywileju lokacyjnego z XIV wieku władzę w mieście pełnił wójt dziedziczny. Nazwa dzielnicy pochodzi od podmiejskiego obszaru, na którym znajdował się folwark wójtowski. Wójtowie sanoccy czerpali z niego dochody. Na początku XVI wieku uposażenie wójtostwa przeniesiono w skład starostwa sanockiego.
Podczas przejazdu Moskali w drodze na Węgry w 1849 w trakcie tamtejszego powstania najeźdźcy zażądali 100 korców owsa, stawiając groźbę spalenia miasta. Wobec braku w mieście zarówno zboża, jak i pieniędzy, władze miasta odstąpiły podsanockiemu właścicielowi ziemskiemu Janowi Tchorznickiego teren Wójtostwa w zamian za otrzymany od niego owies. W XIX wieku równinna powierzchnia Wójtostwa nie nadawała się do zabudowy ze względu na zagrożenie powodziowe związane z wylewami nieopodal przepływającej rzeki San. W 1879 na Wójtostwie zamieszkiwała Kornelia Tchórznicka. Pod koniec XIX wieku właścicielką tabularną dóbr Wójtostwa była Józefa Rylska. W 1897 na terenie Wójtostwa miasto utworzyło nową targowicę, rzeźnię i place dla wojska. Możliwość budownictwa komunalnego i mieszkaniowego pojawiła się po uregulowaniu rzeki i wykonaniu robót zabezpieczających. Na przełomie XIX i XX wieku właścicielem terenów wójtostwa sanockiego był Aleksander Mniszek-Tchorznicki (posiadał tam m.in. browar i spichlerz).
Przed 1939 przy ulicy Kiczury działała cegielnia parowa Antoniego Wilka.
Od 1959 istniał most wiszący (kładka) na rzece San, łączący Wójtostwo (i cały Sanok) z Białą Górą na prawym brzegu rzeki. Od 1977, a po odbudowie od 1981 istnieje obecny Most Białogórski.
Po 1960 dawne tereny rolne położone w granicach dzielnicy zostały zabudowane blokami mieszkalnymi przez Sanocką Spółdzielnię Mieszkaniową i Zakłady Przemysłu Gumowego "Stomil". Na obszarze dzielnicy w latach 70. trwała budowa bloków mieszkalnych na tzw. osiedlu Traugutta, które wykonywało Sanockie Przedsiębiorstwo Budowlane. W 1989 uchwałą Miejskiej Rady Narodowej w Sanoku przemianowano nazwę dzielnicy os. Traugutta na Wójtostwo, a główną arterię dzielnicy, ulicę Długą na ulicę Jana Pawła II.
W przeszłości w piśmiennictwie pojawiały się formy nazwy dzielnicy „Wójtostwo” oraz „Wójtowstwo”. W późniejszych latach formy „Wójtostwo” używali m.in. Józef Sulisz, historyk Adam Fastnacht i znawca Sanoka Stefan Stefański. W wyniku błędu w uchwale rady miasta z 25 września 1991 nazwa „Wójtostwo” została zastąpiona omyłkową formę „Wójtowstwo” i taki zapis jest stosowany w oficjalnych dokumentach, a także na tabliczkach z nazwami ulic.
Z dniem 1 stycznia 2023 do obszarzu miasta Sanoka w pobliżu dzielnicy Wójtostwo został włączony teren 102 ha z sołectwa Trepcza.

## Położenie
Położona jest w północnej części miasta przy drodze krajowej nr 28. Od strony północno-zachodniej graniczy z wsią Trepcza, od strony wschodniej dzielnicę ogranicza rzeka San. Przy głównej ulicy im. Jana Pawła II prowadzącej centralnie przez dzielnicę położony jest m.in. kościół parafialny pw. Chrystusa Króla i Miejska Komunikacja Samochodowa w Sanoku - spółka Sanockiego Przedsiębiorstwa Gospodarki Komunalnej (SPGK).

## Osiedla
- Biała Góra (w tym Skansen)
- os. Jana Pawła II
- os. Sierakowskiego
- os. Sadowa
- os. Armii Krajowej
- os. Kiczury

(Na podstawie wydawnictw Sanok. Plan Miasta, wyd. Warszawa 1991, wyd. Sanok 1996, wyd. Sanok 2007)

## Szkoły
Na obszarze dzielnicy powstały szkoły:
- Przy ulicy Jana Pawła II 25: Szkoła Podstawowa nr 7, otwarta 1 września 1975[31]. Roboty budowlane budynku wykonało Sanockie Przedsiębiorstwo Budowlane[32][33]. Później funkcjonowało Gimnazjum nr 4 im. 6 Pomorskiej Dywizji Piechoty w Sanoku pod numerem 25, a po reformie systemu oświaty od 2017 Szkoła Podstawowa nr 9[34].
- Przy ulicy Sadowej 12: Szkoła Podstawowa nr 8, oddana do użytku w 1986[35]. Roboty budowlane szpitala wykonało także Sanockie Przedsiębiorstwo Budowlane[36]. W 2008 placówka przemianowana na Szkołę Podstawową nr 4[37]. W 2008 SP4 nadano patronat im. ks. Zdzisława Jastrzębiec Peszkowskiego[38].

## Obiekty
Ogród jordanowski, w kształcie prostokąta, o powierzchni ok. 2 ha, którego okalają ul. Jana Pawła II (wcześniej ul. Długa), ul. Mariana Langiewicza, ul. Romualda Traugutta i ul. Wiśniowa, tworzony w latach 70., został zagospodarowany przez Spółdzielnię Mieszkaniową „Bieszczady” w Sanoku i oddany do użytku w 1978 (wcześniej był to obszar należący do rodziny Franciszka Lurskiego).